# 赫伯特·瓦恩克

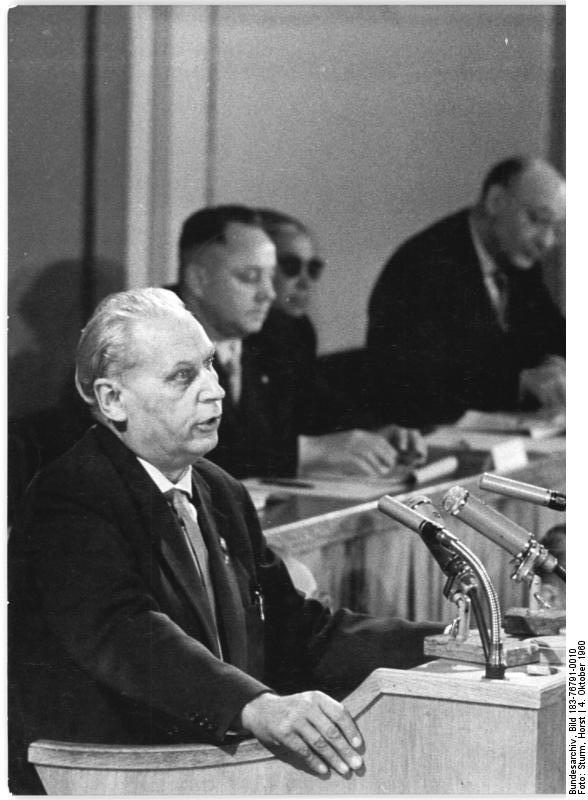
赫伯特·瓦恩克

赫伯特·瓦恩克（德語：Herbert Warnke，1902年2月24日—1975年3月26日），德国统一社会党政治局候补委员，东德自由德国工会联合会中央理事会主席。

## 生平
1902年，出生于汉堡的工人家庭。1923年，入党，后从事工会工作，曾参加汉堡罢工斗争。1927年，任德共海滨地区党委委员。1929年，先后任汉堡、不莱梅、维泽尔、埃姆斯等地党基层领导人。1932年，为德国国会议员。1933年，希特勒上台后，在北德鲁尔区从事工会地下活动，参加反法西斯斗争。1936年，流亡丹麦。1938年，迁往瑞典。1939年，在瑞典被捕。
1946年，任自由德国工会联合会梅克伦堡——什威林州主席、工会联合会中央理事会理事。1948年，任自由德国工会联合会理事会主席至今。1949年，为中央委员。1953年，为政治局候补委员，世界工联副主席、世界工联执行局主席。1958年，为政治局委员。1971年，任国务委员会委员。1975年，去世。